# District de Yangpu
Le district de Yangpu (杨浦区 ; pinyin : Yángpǔ Qū) est une subdivision du centre de la municipalité de Shanghai en Chine.
Il est situé à l'est de la ville Shanghai, avec une superficie de 60.73 kilomètres carrés. Selon les statistiques de 2010, la population de ce district est de 1,313 million d’habitants.  L’île Fuxing, la seule île de la ville de Shanghai , est située dans ce district. 
C'est un des districts qui forme Puxi. On y trouve beaucoup d’universités célèbres comme l'Université Fudan, l'Université Tongji, etc., ainsi que plusieurs lycées principaux, comme le lycée filière de l'université Fudan, le lycée Kongjiang, etc. Depuis les années 2000, le district de Yangpu, ancienne zone industrielle s’est transformé en un pôle éducatif .

## Parcs et jardins
- Parc forestier de Gongqing
- Parc Heping